# Возвышенность Шатского
Возвышенность Шатского — подводная возвышенность в Тихом океане к востоку от Японии. Основание возвышенности залегает на глубинах 5500—6000 м, вершинная поверхность — на глубинах 2400—3100 м. Возвышенность вытянута в северо-восточном направлении. Состоит из нескольких массивов (Ори, Таму, Ширшова). Её длина составляет 1700 км, а максимальная ширина — 500 км. Исследования возвышенности выполнялись судами АН СССР в 1970-е и 1980-е гг. («Дмитрий Менделеев», др.)
В 2013 году установлено, что входящий в возвышенность Шатского массив Таму является крупнейшим вулканом на Земле и одним из крупнейших в Солнечной системе.
Предположительно, возвышенность сформировалась между поздним юрским и ранним меловым периодами на стыке трёх тектонических плит: Тихоокеанской, Фараллон и Изанаги. Возвышенность открыта советскими исследователями и названа в честь советского геолога Н. С. Шатского.